# 메탈리페리 산맥

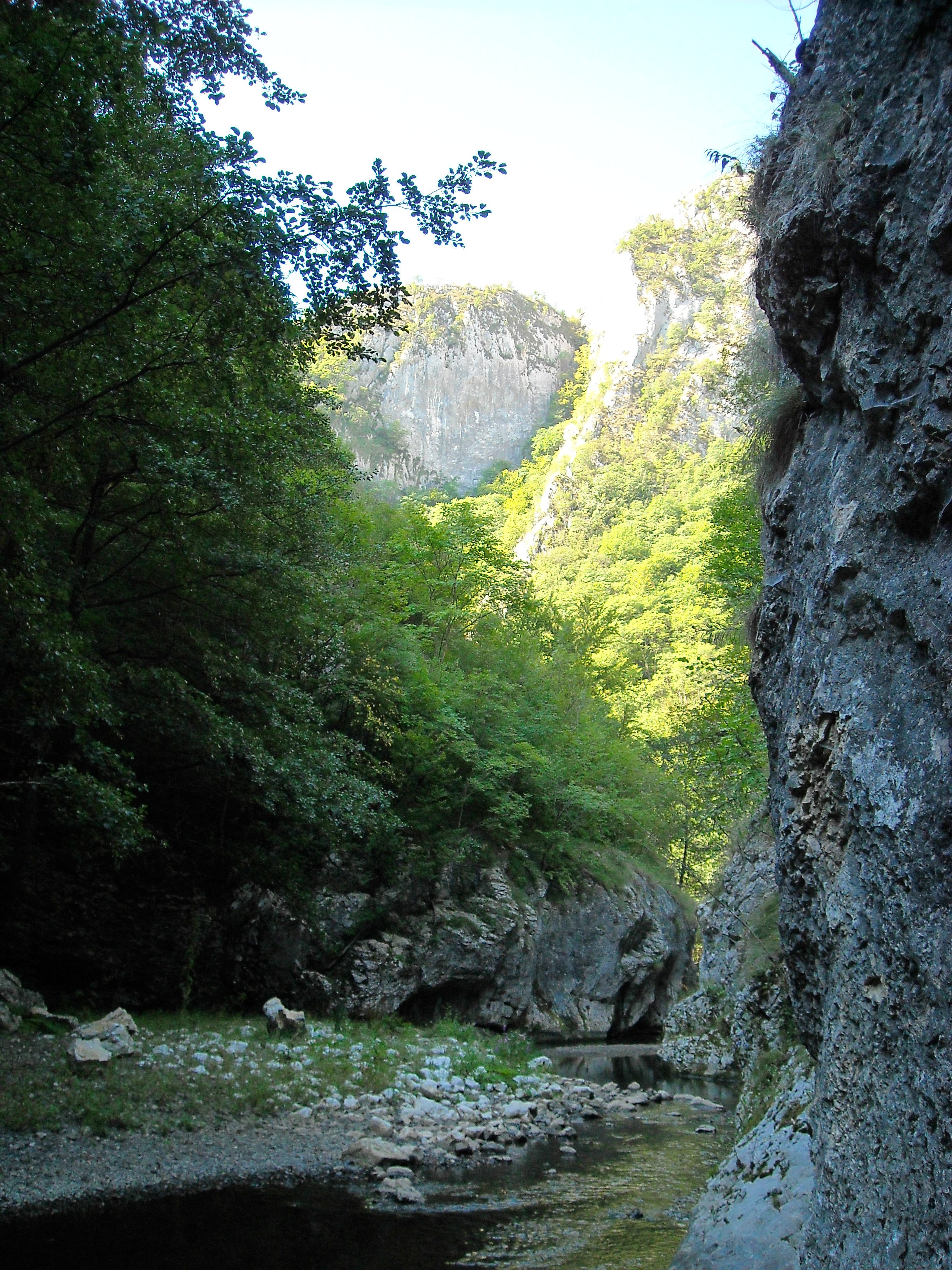
메탈리페리 산맥의 Mada Gorge (Cheile Măzii 혹은 Madei)

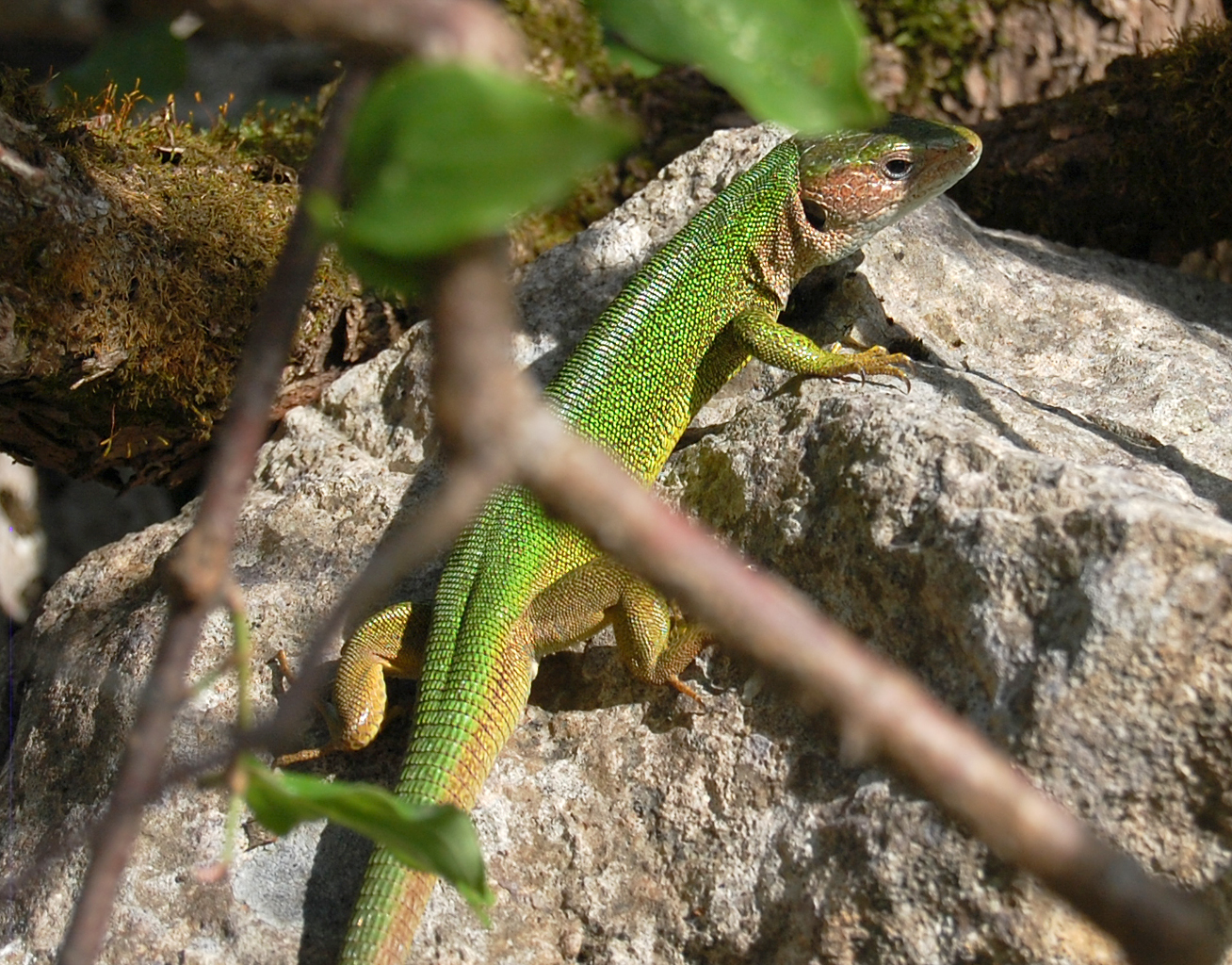
메탈리페리 산맥의 Plesa mare 꼭대기에 있는 Lacerta bilineata

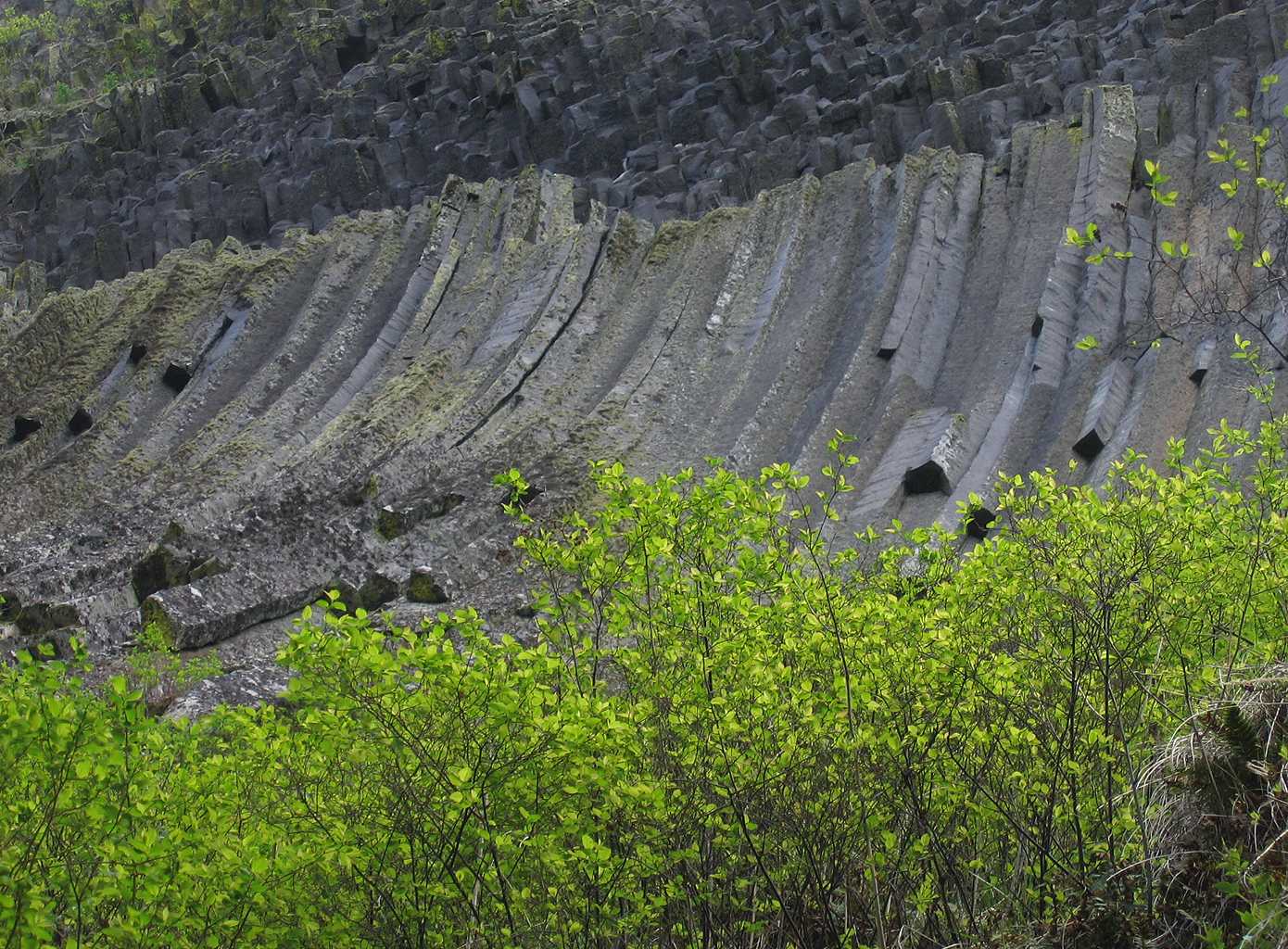
현무암으로 된 주상절리인 데투나텔레 2개 중 한 곳인 Detunata goala

메탈리페리산맥(루마니아어: Munții Metaliferi; 헝가리어: Erdélyi-érchegység)은 카르파티아산맥에 있는 산맥이자 아푸세니산맥의 구역이며, 보석 산맥을 의미한다. 이 산맥에는 주상절리로 된 현무암 봉우리 한 쌍인 데투나텔레가 있다. 로시아 포이에니 구리 광산 및 몇몇 지역사회들이 이 지역에 존재하며, 또한 몇몇 호수들도 존재한다.

## 참고 서적
- Evolution of the lito-genetic processes (Evoluția proceselor litogenetice), in The Geological Evolution of the Metaliferic Mountains (Evoluția geologică a Munților Metaliferi"), Editura Academiei, (in collaboration with M. Lupu), 1969